# Joachim Kirst
Joachim Kirst (República Democrática Alemana, 21 de mayo de 1947) fue un atleta alemán especializado en la prueba de decatlón, en la que consiguió ser campeón europeo en 1971.

## Carrera deportiva
En el Campeonato Europeo de Atletismo de 1969 ganó la medalla de oro en la competición de decatlón, con un total de 8041 puntos que fue récord de los campeonatos, superando al también alemán Herbert Wessel y al soviético Viktor Chelnikov (bronce).
Dos años después, en el Campeonato Europeo de Atletismo de 1971 volvió a ganar la medalla de oro en la misma competición, con un total de 9186 puntos que fue de nuevo récord de los campeonatos, superando al sueco Lennart Hedmark y a su compatriota alemán Hans-Joachim Walde (bronce con 7951 puntos).